# Йозеф Гікерсбергер
Йозеф Гікерсбергер (нім. Josef Hickersberger; нар. 27 квітня 1948, Амштеттен) — австрійський футболіст, що грав на позиції захисника. По завершенні ігрової кар'єри — тренер.
Виступав, зокрема, за клуб «Аустрія» (Відень), а також національну збірну Австрії. Згодом працював з цими командами і як головний тренер.

## Клубна кар'єра
Народився 27 квітня 1948 року в місті Амштеттен. Вихованець футбольної школи клубу «Амштеттен».
У дорослому футболі дебютував 1966 року виступами за команду «Аустрія» (Відень), в якій провів шість сезонів, взявши участь у 112 матчах чемпіонату. Виступаючи під керівництвом легендарного Ернста Оцвірка в 1967 році Гікерсбергер з командою виграв Кубок Австрії, а у 1969 та 1970 роках двічі поспіль виграв національний чемпіонат. У 1971 році під керівництвом Гайнріха Мюллера Гікерсбергер виграв з командою ще один Кубок Австрії, який став для Йозефа останнім трофеєм з цим клубом, за який Гікерсбергер забив 28 голів у 111 матчах чемпіонату.
Влітку 1972 року Йозеф покинув Австрію і перейшов до клубу німецької Бундесліги «Кікерс» (Оффенбах). За наступні чотири роки півзахисник провів 118 матчів у чемпіонаті і забив 29 голів. Після вильоту «Кікерса» у 1976 році 28-річний футболіст перебрався до «Фортуни» (Дюссельдорф), де провів ще 59 матчів у першій німецькій Бундеслізі до 1978 року і забив п'ять голів.
1978 року Гікерсбергер повернувся на батьківщину, ставши гравцем клубу ССВ (Інсбрук), з яким у першому ж сезоні виграв Кубок Австрії. Втім у чемпіонаті команда виступила вкрай невдало, посівши останнє 10 місце та вилетівши до другого дивізіону. Після того як там у наступному сезоні клуб став лише другим і не зумів повернутись до еліти, Гікерсбергер покинув ССВ і перейшов у клуб Бундесліги «Рапід» (Відень). З цією командою Йозеф став чемпіоном Австрії у сезоні 1981/82, після чого завершив професіональну кар'єру. Надалі виступав за ряд аматорських клубів, де був граючим тренером.

## Виступи за збірну
1 травня 1968 року дебютував в офіційних матчах у складі національної збірної Австрії в товариській грі проти Румунії (1:1).
У складі збірної був учасником чемпіонату світу 1978 року в Аргентині, на якому зіграв у всіх шести іграх своєї команди. При цьому остання гра на турнірі, проти ФРН (3:2), яка завдяки сенсаційній перемозі австрійців, що вже втратили шанс на прохід далі, увійшла в історію як Кордовське диво, стала останньою для Гікерсбергера за збірну. Загалом протягом кар'єри у національній команді, яка тривала 11 років, провів у її формі 39 матчів, забивши 5 голів.

## Кар'єра тренера
Після роботи тренером у кількох аматорських командах, 1 січня 1987 року Гікерсбергер був призначений помічником головного тренера австрійської збірної Бранко Ельснера та паралельно головним тренером молодіжної збірної U-21. Після уходу Ельснера з посади молодий Гікерсбергер несподівано був представлений громадськості 23 грудня 1987 року як новий головний тренер збірної. Незважаючи на бурхливу критику з боку численних футбольних експертів, у тому числі колишніх товаришів по команді, таких як Герберт Прохаска та Ганс Кранкль, які називали призначення недосвідченого тренера, який ніколи не керував командою Бундесліги, неправильним вибором, Гікерсбергер домігся хороших результатів у відборі на чемпіонат світу 1990 року. Команда набрала 9 очок у складній групі (3:2 проти Туреччини, 1:1 і 3:0 з НДР, 0:0 і 2:1 з Ісландією та 0:0 проти СРСР) і кваліфікувалась на чемпіонат світу 1990 року в Італії, який став першим великим турніром для австрійців починаючи з 1982 року. Багатообіцяючими стали результати і в підготовчих іграх до фінальної стадії турніру (0:0 з Єгиптом, 3:2 з Іспанією, 3:0 з Угорщиною, 1:1 з Аргентиною та 3:2 з Нідерландами), завдяки чому команду, ведену такими зірками як Тоні Польстер та Андреас Герцог почали сприймати як претендента на серйозні результати.
На самому «мундіалі» австрійці зазнали мінімальних поразок 0:1 у перших двох турах проти господарів Італії та Чехословаччини, але завдяки перемозі 2:1 в останній грі проти США отримали шанс на вихід з групи. Втім через невдалі для австрійців результати у решті груп, команда покинула турнір через два дні, так і не пробившись до наступного раунду. Незважаючи на такий результат Гікерсбергер залишився керувати командою на майбутню кваліфікацію до чемпіонату Європи 1992 року, в якому Австрія повинна була зіграти проти збірних Югославії, Данії, Північної Ірландії та Фарерських островів. Завданням для австрійців став вихід команди вперше в історії на європейську першість і ніякого значення не надавалося першому матчу проти команди з невеликого архіпелагу Фарерські острови, який був прийнятий до ФІФА лише того року (1990) і мав провести проти Австрії свою першу офіційну гру. Австрійці були повністю впевнені в результаті, так перед грою один з лідерів Тоні Полстер навіть говорив про перемогу з рахунком 10:0, а Гіккерсбергер саркастично сказав: «Фарери? А де це? Часом не на Місяці?». Втім матч завершився сенсаційною перемогою Фарер із рахунком 1:0 і через три дні після цієї ганебної сенсації Гікерсбергер звільнився з посади. Загалом за цей час на посаді керівника команди він керував національною збірною в 29 іграх, здобувши 10 перемог і 7 нічиїх та зазнавши 12 поразок.
На початку 1991 року він обійняв посаду головного тренера у своєму колишньому клубі, «Фортуні» (Дюссельдорф). Після п'яти ігор, з яких він здобув одинадцять очок, послідувала серія невдач із 6 поразками поспіль, яка закінчилася його звільненням. Після цього Гікерсбергер на два роки відійшов від футболу. Восени 1993 року він очолив «Аустрію» (Відень), з якою у сезоні 1993/94 виграв Кубок та Суперкубок Австрії, але через друге місце у чемпіонаті влітку 1994 року Йозеф був звільнений ще до закінчення терміну дії контракту. Ця образа, яку він не міг подолати роками, змусила його відвернутися від європейського футболу і з 1995 року провести кілька років у країнах арабського світу.
У Бахрейні він тренував «Аль-Аглі» (Манама), з якою він виграв чемпіонат у 1996 році та вийшов у фінал кубка в 1997 році, та національну збірну країни, яку привів до чотирьох перемог, двох нічиїх та п'яти поразок в одинадцяти іграх. З 1997 по 1999 рік Гікерсбергер два сезони працював в Єгипті і досягнув фіналу кубка та третього місця в чемпіонаті з «Ель Мокаволуном аль-Араб» в 1998 році. Після двох років перебування в Об'єднаних Арабських Еміратах в командах «Аль-Шааб» та «Аль-Васл», він переїхав до «Аль-Іттіхада» (Доха) в Катарі і виграв з командою в чемпіонат та кубок в 2002 році.
У 2002 році Гікерсбергер повернувся до Австрії і очолив «Рапід» (Відень). З ним на посаді тренера «Рапід» виграв чемпіонат Австрії 2004/05, через дев'ять років після останнього тріумфу, а на початку наступного сезону пройшов кваліфікацію до групового етапу Ліги чемпіонів УЄФА, вперше з сезону 1996/97.
Восени 2005 року Гікерсбергер був представлений новим головним тренером збірної Австрії і 1 січня 2006 року офіційно вступив на посаду, таким чином розпочавши підготовку команди для домашнього чемпіонату Європи 2008 року в Австрії та Швейцарії. Команда автоматично кваліфікувалась на турнір як господар, тому протягом півтора року могла проводити лише товариські ігри, в яких здобула лише 5 перемог, 8 нічиїх та зазнала 11 поразок. Така слабка гра збірної Австрії напередодні чемпіонату Європи викликала невдоволення у вболівальників, які навіть звернулися до національної федерації футболу з проханням вивести національну збірну з Євро-2008. На самому турнірі австрійці виступили очікувано слабо і програвши Хорватії та Німеччині з однаковим рахунком 0:1 достроково втратили шанси на прохід далі. Лише в останньому турі, зігравши внічию 1:1 з невмотивованою Польщею (єдиний гол за Австрію на цьому турнірі забив Івиця Вастич на останній хвилині з пенальті), австрійці здобули перше очко на турнірі, яке дозволило посісти третє місце у групі. 23 червня, через сім днів після вибуття з турніру, Гікерсбергер подав у відставку.
10 грудня 2008 року Гікерсбергер очолив «Аль-Вахду» (Абу-Дабі) з Об'єднаних Арабських Еміратів, з якою у 2010 році виграв титул чемпіона країни. Оскільки він не зміг домовитись з клубом щодо продовження контракту, він покинув команду в середині травня 2010 року. На початку червня 2010 року Гікерсбергер був знову представлений головним тренером національної збірної Бахрейну з футболу і офіційно обійняв посаду 1 липня. Однією з перших ігор національної збірної Бахрейну під керівництвом Гікерсбергера став товариський матч із Того (3:0), який завершився скандалом, оскільки після матчу стало відомо, що влада Того не відправляла в цей день свою збірну в Бахрейн і у матчі зіграла фальшива команда. У жовтні 2010 року було оголошено, що Гікерсбергер покинув збірну і повернувся в «Аль-Вахду». Австрієць пробув у клубі два роки, а влітку 2012 року його замінив Бранко Іванкович. З хорватом команда виступала вкрай невдало, через що Гікерсбергер знову повернувся до команди у квітні 2013 року, але вже через 78 днів і без помітних успіхів його третій період перебування у клубі закінчився в липні 2013 року. З тих пір Йозеф Гікерсбергер не працював тренером.

## Титули і досягнення
| - Чемпіон Австрії (3): «Аустрія» (Відень): 1968/69, 1969/70 «Рапід» (Відень): 1981/82 - Володар Кубка Австрії (3): «Аустрія» (Відень): 1966/67, 1970/71 ССВ (Інсбрук): 1978/79 | - Чемпіон Австрії (1): «Рапід» (Відень): 2004/05 - Володар Кубка Австрії (1): «Аустрія» (Відень): 1993/94 - Володар Суперкубка Австрії (1): «Аустрія» (Відень): 1993 - Чемпіон Бахрейну (1): «Аль-Аглі» (Манама): 1995/96 - Чемпіон Катару (1): «Аль-Іттіхад» (Доха): 2001/02 - Володар Кубка Еміра Катару (1): «Аль-Іттіхад» (Доха): 2001/02 - Чемпіон ОАЕ (1): «Аль-Вахда»: 2009-10 - Володар Суперкубка ОАЕ (1): «Аль-Вахда»: 2011 |

## Особисте життя
Його син Томас (нар 1973) пішов стопами батька, кілька років грав у австрійській Бундеслізі, а також провів один матч у національній збірній Австрії.